# جورج ر. ر. مارتن
جورج رايموند ريتشارد مارتن (بالإنجليزية: George Raymond Richard Martin) (ولد في 20 سبتمبر 1948) هو روائي، وكاتب قصص قصيرة، وكاتب سيناريو، ومنتج تلفزيوني أمريكي، معروف كونه مؤلف سلسلة الروايات الملحمية أغنية الجليد والنار التي حقّقت أفضل مبيعات حول العالم وقامت قناة إتش بي او باقتباسها في مسلسلها الدرامي صراع العروش. كما يُعتبر مارتن منتجًا مُشاركًا للمسلسل ويكتب حلقةً من كلّ موسم عدا الموسم الخامس الذي أعلن فيه مارتن عن عدم قيامه بكتابةِ أي حلقةٍ للتفرغ لإكمال الكتاب السادس من السلسلة الذي يحمل عنوان رياح الشتاء. وقد وصفت مجلة التايم أن جورج هو تولكين الأمريكي. وقد وضعته المجلة في قائمتها في 2011 ضمن الأشخاص الأكثر نفوذاً وتأثيراً في العالم.
في عام 2005، وصف ليف غروسمان من مجلة تايم مارتن بـ«تولكين الأمريكي»، وفي عام 2011، تم تضمينه في قائمة تايم 100 السنوية لأكثر الأشخاص تأثيرًا في العالم. إنه مواطن دائم في سانتا فيه، نيومكسيكو، حيث ساهم في تمويل مياو وولف ويمتلك سينما جان كوكتو. تحتفل المدينة بالـ 29 من مارس باعتباره يوم جورج ر. ر. مارتن.

## النشأة
وُلِدَ جورج رايموند مارتن في 20 سبتمبر 1948 في مدينة بايون في ولاية نيو جيرسي الأمريكية. والده هو البحّار رايموند كولنز مارتن ينحدرُ من أصلٍ إيطالي، ووالدته تُدعى مارجريت برادي مارتن تنحدرُ من أصلٍ أيرلندي. وقد نشأ بين أختين أصغر منه سِنًا تُدعيان بدارلين وجانيت. كما أن أصوله تنحدرُ من عِدّة أعراق، وقد سكنوا بدايةً في منزل عائليّ كبيرٍ في برودواي. ثم في 1953 انتقلوا إلى مشروع الإسكان في بايون. تمحورت طفولته كُلها ما بينَ الذهابِ للمدرسة والعودةِ للمنزل. بعدَ انتقالهم لمنزل أكبر، استطاع رؤية مضيق كيل فان كول من نافذته حيثُ شاهدَ سُفنَ الشحن وناقلات النفط تجوب المياه وتعلوها أعلام من بلادٍ مُخلتفة مُحمّلة بالبضائع يأتونَ ويغادرونَ ميناء نيوارك، وقد صارَ لديه قائمةٌ من الأعلام التي حَلُمَ أن يُسافر إلى إحدى هذه البلاد. هذا العالم الصغير الذي عاشَ فيه هو ما جعله يقرأ بنهم ليُسافرَ حول العالم من خلال قراءته. وقد بدأ بكتابة قصصٍ قصيرةٍ مُرعبةٍ وصارَ يَبيعها على أطفال الحيّ مُقابلَ مبلغٍ زهيد.
ارتاد جورج مدرسة ماري جين دونو ثُمّ التحقَ بمدرسة مارست الثانويّة. وخلال ذلك الوقت كان من عُشّاق القصص المصوّرة ومُهتمّاً جدّاً بقصص الأبطال الخارقين التي تنشرها مارفل. وفي 1965 فاز جورج بجائزة آلي عن قصة البطل الخارق «باورمان ضد الحاجز الأزرق» التي رَسمها ونشرها في مجلة للقصص المصوّرة. وفي 1970 حازَ جورج على درجة الباكلوريوس في الصحافة من جامعة نوث وسترن في إلينوي وتخرّج منها بامتياز مع مرتبة الشرف.

## حياته المهنية
بدأ جورج ببيع قصصه القصيرة في عُمر الحادية والعشرين، وقد بيعت قصّته The Hero لمجلّة Galaxy للقصص المصوّرة ونُشرَت القصّة في عدد شهر فبراير 1971، ثُم تتالت مبيعاته بعدَ ذلك. وأوّل قصة رُشّحت لنيل جائزة هوجو وجائزة نيبولا تحمل عنوان With Morning Comes Mistfall ونُشرت في عام 1973 في مجلّة Analog. وكعضوٍ في رابطة كُتّابِ الخيال العلمي والفنتازيا الأمريكية (SFWA)، أصبح جورج بين عامي 1977 إلى 1979 مدير المنطقةِ الجنوب-غربيّة. وما بين عامي 1996 و1998 كان مُساعدَ المدير.
رُشّح جورج لنيل جائزة هوجو مرتين في عام 1976، مرّة عن قصته ...and Seven Times Never Kill Man وأُخرى عن قصة The Storms of Windhaven التي كَتبها بالتعاون مع ليزا تاتل. وبشكل غير متوقع، فشلت روايته الرابع ذات عنوان The Armageddon Rag تجاريّاً، وقد علّق على ذلك بقوله: «لقد دمّرت مسيرتي المهنيّة كروائي في ذلك الوقت». ولكن رُبّ ضارةٍ نافعة، فقد قاده فَشلهُ هذا للحصول على مِهنةٍ في المجال التَلفزيّ. وبادئ ما بدأه في التلفاز كان عمله ككاتبٍ لبعض حلقات مسلسل Twilight Zone، إلا أنه لم يَدُم طويلاً فقد ألغت القناة ذاك المسلسل. ثُمّ عَمِلَ على كتابةِ حلقاتِ مسلسل Beauty and the Beast وكَتبَ 14 حلقةً منه.

### سلسلة روايات أغنية الجليد والنار

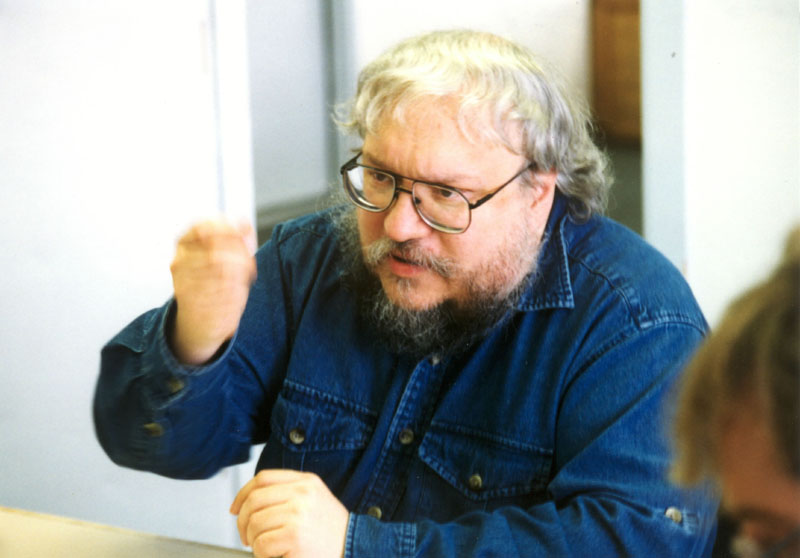
جورج مارتن في 1998

في 1991 عادَ جورج لكتابةِ الروايات، وبدأ بكتابةِ ما يُعرف الآن بالسلسلة الملحميّة أغنية الجليد والنار التي استوحاها من حرب الوردتين ورواية ايفانهو، ويَهدُف جورج لإيصالها لـ7 أجزاء. وقد نُشرت الرواية الأولى من السلسلة باسم "لعبة العروش" في عام 1996. الرواية الرابعة من السلسلة ذات عنوان «وليمة للغربان» حقّقت أعلى مبيعات في قوائم نيويورك تايمز ووول ستريت جورنال في نوفمبر 2005. بالإضافة لكونها رُشّحت لنيل جوائز الفنتازيا البريطانيّة وجائزة Quill. وقد صَدرت الرواية الخامسة «الرقص مع التنانين» في 12 يوليو 2011 وسُرعان ما اعتلت قائمة الأفضل مبيعاً في نيويورك تايمز، وقد بقيت على القائمة لمُدّة 88 أسبوعاً، وأشادَ النُقّاد والقرّاء بالرواية على حدٍ سواء، ونال ذلك الجُزء الكثير من الجوائز من بينها جائزة هوغو. ومن المتوقع أن تَصدُر الروايتان الأخيرتان رياح الشتاء وحلم الربيع قريباً.

### مسلسل صراع العروش

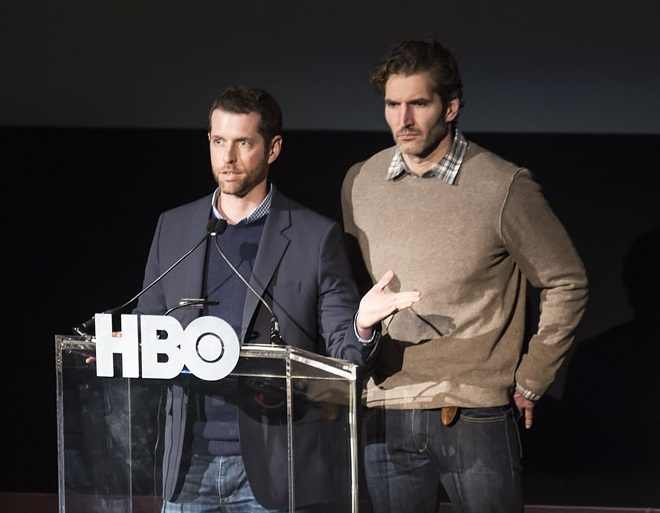
ديفيد بينيوف (على اليمين) ودانيال وايس (على اليسار) أغلب الحلقات المسلسل كُتبت من قِبَلهم وهما أول من فكّر بتحويل الرواية إلى مسلسل تلفازي.

وفقاً لما قاله كاتبي المسلسل ديفيد بينيوف ودانيال وايز، فقد واتتهما فكرة تكييف الرواية ونقلها لمسلسل تلفزيوني في 2006 وذلك بعدما قرأ بينيوف أول رواية واتصل بوايز لمشاركته الإثارة التي شعر بها، وأنهى وايز قراءة الجزء الأول المكوّن من 1000 صفحة تقريباً خلال 36 ساعة تقريباً. تمكنا لاحقاً من عرض المشروع على قناة HBO ونجحا بذلك، واقتنع مارتن كذلك بتحويل رواياته لمسلسل تلفزي في أثناء اجتماع استمر لخمس ساعات في مطعم على طريق سانتا مونيكا للموافقة على هذه الفكرة. وبدأ تطوير المسلسل في يناير 2007. حيث وظفت HBO بعد أن حصلت على الحقوق التلفزيونية للروايات كل من بينيوف ووايز كمؤلفين ومنتجين منفذين للسلسلة التي من المفترض أن تُغطي رواية من السلسلة في كل موسم. في البداية كان الاثنان سيكتبان كل الحلقات ماعدا واحدة يكتبها مارتن الذي انضم إليهم كمنتج تنفيذي. لاحقاً، انضم لطاقم العمل كل من جاين إيبنسون وبراين كوغمان ليكتبا حلقة واحدة من الموسم الأول كذلك. ثُمّ قُدّمت أول مسودتين لسيناريو الحلقة التجريبية في أغسطس 2007 ويونيو 2008 وكتبها كل من بينيوف ووايز. وقد نالت الحلقتين استحسان القناة. ولم تُعرض الحلقة التجريبية حتى نوفمبر 2008. وبسبب إضراب نقابة الكُتاب الأمريكية في 2007 تأخر إنتاج المسلسل حتى 2011. حاليّاً صدَرت ثمانية مواسم من المسلسل 2019.

## حياته الشخصية
في أوائل عَقدِ السبعينات، كان جورج في علاقةٍ مع الكاتبة والمؤلّفة ليزا تاتل التي شاركته في كتابة رواية Windhaven. وأثناء حضوره لمؤتمر كُتّابِ الخيال العلمي التقى زوجته الأولى جيل بورنيك وتزوّجها في 1975 ولكن هذا الزواج انتهى بالفشل إذ أنهما انفصلا في 1979. وفي 15 فبراير 2011 عقد قرانه على باريس ماكبرايد في منزلهم الصغير في سانتا فيه ثُمّ أقاموا حَفلاً كبيراً خلال مؤتمر الخيال العلمي التاسع والستون الذي أُقيمَ في رينو.

## أعمالُه

### في الأدب الروائي
| العنوان بالعربية          | العنوان بالإنجليزية                    | سنة النَشر | النوع                    | ملاحظة                                         |
| ------------------------- | -------------------------------------- | --------- | ------------------------ | ---------------------------------------------- |
| أغنية لأجل ليا            | A Song for Lya                         | 1976      | مجموعة قصص قصيرة         |                                                |
| موت الضوء                 | Dying of the Light                     | 1977      | رواية                    |                                                |
| أغاني النجوم والظلال      | Songs of Stars and Shadows             | 1977      | مجموعة قصص قصيرة         |                                                |
| التنين الجليدي            | The Ice Dragon                         | 1980      | رواية للكبار             |                                                |
| ملاذ الرياح               | Windhaven                              | 1981      | رواية                    | بالاشتراك مع ليزا تاتل                         |
| ملوك الرمال               | Sandkings                              | 1981      | مجموعة قصص قصيرة         |                                                |
| حلم فيفر                  | Fevre Dream                            | 1982      | رواية                    |                                                |
| في الأراضي المفقودة       | In the Lost Lands                      | 1982      | قصة قصيرة                |                                                |
| أغانٍ يغنيها الموتى        | Songs the Dead Men Sing                | 1983      | مجموعة قصص قصيرة         |                                                |
| راية أرمجدون              | The Armageddon Rag                     | 1983      | رواية                    |                                                |
| نشرات ليلية               | Nightflyers                            | 1985      | مجموعة قصص قصيرة         |                                                |
| أسفار توف                 | Tuf Voyaging                           | 1986      | رواية                    |                                                |
| صور لأطفاله               | Portraits of His Children              | 1987      | مجموعة قصص قصيرة         |                                                |
| تجارة الجلود              | The Skin Trade                         | 1989      | رواية قصيرة              |                                                |
| لعبة العروش               | A Game of Thrones                      | 1996      | رواية                    | سلسلة أغنية الجليد والنار، الجزء الأول         |
| صدام الملوك               | A Clash of Kings                       | 1998      | رواية                    | سلسلة أغنية الجليد والنار، الجزء الثاني        |
| فارس الطوق                | The Hedge Knight                       | 1998      | رواية قصيرة              | Tales of Dunk and Egg, Part 1                  |
| عاصفة السيوف              | A Storm of Swords                      | 2000      | رواية                    | سلسلة أغنية الجليد والنار، الجزء الثالث        |
| الرباعية                  | Quartet                                | 2001      | مجموعة قصص قصيرة         |                                                |
| ج.ر.رم: استعادة للأحداث   | GRRM: A RRetrospective                 | 2003      | قصص قصيرة ومقالات مُتفرّقة |                                                |
| السيف المُقسِم              | The Sworn Sword                        | 2003      | رواية قصيرة              | Tales of Dunk and Egg, Part 2                  |
| وليمة للغربان             | A Feast for Crows                      | 2005      | رواية                    | سلسلة أغنية الجليد والنار، الجزء الرابع        |
| جولة الصياد               | Hunter's Run                           | 2007      | رواية                    | بالاشتراك مع دانيال ابراهام وغاردنر دوزيوز     |
| الفارس الغامض             | The Mystery Knight                     | 2010      | رواية قصيرة              | Tales of Dunk and Egg, Part 3                  |
| رقصة مع التنانين          | A Dance with Dragons                   | 2011      | رواية                    | سلسلة أغنية الجليد والنار، الجزء الخامس        |
| طرافة وحكمة تيريون لانستر | The Wit and Wisdom of Tyrion Lannister | 2013      | أقوال مُجمّعة              | من سلسلة أغنية الجليد والنار                   |
| الأميرة والملكة           | The Princess and the Queen             | 2013      | رواية قصيرة              | قصّة من عالم سلسل أغنية الجليد والنار           |
| الأمير المارق             | The Rogue Prince                       | 2014      | رواية قصيرة              | قصة من عالم أغنية الجليد والنار                |
| عالم الجليد والنار        | The World of Ice and Fire              | 2014      | كتاب مرجعي               | تاريخ ويستروس (شرح لسلسلة أغنية الجليد والنار) |
| التنين الجليدي            | The Ice Dragon                         | 2014      | رواية مصورة للكبار       | مستندة لسلسلة أغنية الجليد والنار              |
| فارس من الممالك السبع     | A Knight of the Seven Kingdoms         | 2014      | مجموعة                   |                                                |
| النار والدم               | Fire & Blood                           | 2018      | كتاب مرجعي               | تاريخ ال التنين                                |
| رياح الشتاء               | The Winds of Winter                    | قريباً     | رواية                    | سلسلة أغنية الجليد والنار، الجزء السادس        |
| حلم بالربيع               | A Dream of Spring                      | قريباً     | رواية                    | سلسلة أغنية الجليد والنار، الجزء السابع        |

### في التلفاز
- The Twilight Zone - كاتب ومحرر (8 حلقات).
- Beauty and the Beast - كاتب (14 حلقة).
- The Outer Limits - كاتب (حلقة واحدة).
- Doorways.
- Game of Thrones - كاتب ومُنتج تنفيذي.

## وصلات خارجية
- جورج ر. ر. مارتن على موقع IMDb (الإنجليزية)
- جورج ر. ر. مارتن على موقع الموسوعة البريطانية (الإنجليزية)
- جورج ر. ر. مارتن على موقع مونزينجر (الألمانية)
- جورج ر. ر. مارتن على موقع ميوزك برينز (الإنجليزية)
- جورج ر. ر. مارتن على موقع إن إن دي بي (الإنجليزية)
- جورج ر. ر. مارتن على موقع أول ميوزيك (الإنجليزية)
- جورج ر. ر. مارتن على موقع ديسكوغز (الإنجليزية)
- جورج ر. ر. مارتن على موقع قاعدة بيانات الفيلم (الإنجليزية)
- جورج ر. ر. مارتن  على قاعدة بيانات الخيال التأملي على الإنترنت